# Отруйна троянда
Отруйна троянда (англ. The Poison Rose) — американський кримінальний трилер 2019 року режисера Джорджа Галло. У головний ролях знялися Джон Траволта, Брендан Фрейзер та Морган Фрімен. Прем'єра фільму відбулась 23 травня 2019 року.

## Сюжет
Карсон Філіпса колись був футбольною зіркою, але тепер працює приватним детективом та шукає порятунок від своїх невдач в алкоголі та азартних іграх. Одного разу він береться за стандартну справу про зниклу безвісти жінку і виходить на дюжину кривавих злочинів. Серед підозрюваних – його давно втрачена дочка.

## У ролях
| Актор             | Роль                |
| ----------------- | ------------------- |
| Джон Траволта     | Карсон Філліпс      |
| Брендан Фрейзер   | доктор Майлз Мітчел |
| Фамке Янссен      | Джейн Гант          |
| Морган Фрімен     | Док                 |
| Петер Стормаре    | Слайд               |
| Роберт Патрік     | шериф Волш          |
| Катерина Ґрем     | Ройз                |
| Клаудія Джеріні   | Віолет Грегорі      |
| Елла Блю Траволта | Ребекка Гант        |